# Sericesthis illawarrae
Sericesthis illawarrae är en skalbaggsart som beskrevs av Britton 1987. Sericesthis illawarrae ingår i släktet Sericesthis och familjen Melolonthidae. Inga underarter finns listade i Catalogue of Life.